# Дуоденіт
Дуоденіт (лат. duodenitis; анат. лат. duodenum дванадцятипала кишка + -itis) — тип ентериту; запальне дистрофічне захворювання слизової оболонки дванадцятипалої кишки. При цьому відбувається структурна перебудова елементів слизової кишки, поступова атрофія залозистого апарату дванадцятипалої кишки. Залежно від терміну існування та характерних симптомів поділяється на гострий дуоденіт та первинну і вторинну форми хронічного дуоденіту.

## Хронічний дуоденіт
Хронічний дуоденіт — поліетіологічне запальне захворювання 12-палої кишки. Найчастішою причиною первинного хронічного дуоденіту є нерегулярне харчування зі споживанням подразнюючої грубої та гострої їжі, міцних алкогольних напоїв. Вторинний хронічний дуоденіт спостерігається в хворих хронічним гастритом, виразковою хворобою шлунка та 12-палої кишки, хронічним панкреатитом та іншими захворюваннями органів черевної порожнини. Серед патогенетичних механізмів захворювання окрім безпосереднього впливу шкідливих факторів на слизову оболонку 12-палої кишки необхідно виділити протеолітичну дію на неї шлункового соку та розлади нервово-гуморальної регуляції її функцій.
Захворювання супроводжується болем у епігастральній ділянці, відчуттям наповненності або розпирання у верхніх відділах живота після їжі, зниженням апетиту, нудотою, іноді блювотою. За характером перебігу цих симптомів захворювання виділяють виразкоподібну, панкреатитоподібну та змішану клінічні форми хронічного дуоденіту.

### Лікування
При загостренні — госпіталізація, відповідна дієта. При збереженні кислотності шлункового соку — антациди, в'яжучі засоби, спазмолітики міотропної дії та М-ХБ (папаверин, но-шпа, препарати беладонни, атропін), засоби, стимулюючі процеси регенерації слизової. Лікування основного захворювання при вторинних дуоденітах.

## Діагностика
Клінічна картина дуоденіту різноманітна й неспецифічна, крім того, ізольований дуоденіт зустрічається дуже рідко, зазвичай, він сполучається з іншими захворюваннями (хронічним гастритом, виразковою хворобою, ентеритом, панкреатитом, захворюваннями жовчовивідних шляхів). Тому достовірна діагностика хронічного дуоденіту можлива тільки за допомогою інструментальних методів дослідження, таких як:
- фіброгастродуоденоскопія з біопсією;
- дуоденоскопія;
- внутрішньошлункова pH-метрія, проводиться за допомогою приладів «Гастроскан»[1];
- манометрія;
- імпедансометрія.

Паралельно з діагностикою дуоденіту необхідно проводити дослідження сполучених із дванадцятипалою кишкою органів травлення.